# Povijest Ukrajine (knjiga)
"Povijest Ukrajine" je knjiga tiskana na hrvatskom jeziku u nakladiništvu Hrvatsko-ukrajinskog društva 2010. godine. Knjigu je priredio novinar Sergej Burda, uredivši je zajedno s povjesničarem Đurom Vidmarovićem. Knjiga Povijest Ukrajine predstavlja prvi opširniji primjerak ukrajinske povijesti napisan na hrvatskom jeziku. Izuzev ukrajinske povijesti, u knjizi Povijest Ukrajine spominje se najstarije porijeklo ukrajinskog, ruskog i bjeloruskog naroda te njihovi međusobni odnosi.
Sadržaj knjige Povijest Ukrajine ima 15 poglavlja od najranije ukrajinske povijesti pa sve do Narančaste revolucije. Knjiga predstavlja interpretiranu zbirku priređivača na temelju prethodno objavljenih više individualnih autorskih djela uglednih ukrajinskih, hrvatskih i svjetskih sveučilišnih stručnjaka te novinara s velikim stručnim znanjem. Publikacija ima preko 380 stranica, preko 140 povijesnih fotografija te 20-ak povijesnih karata. Knjiga je tiskana u 1000 primjeraka i može se posuditi u Središnjoj knjižnici Rusina i Ukrajinaca Republike Hrvatske.

## Vanjske poveznice
- [neaktivna poveznica]
- BSANNA: The book "Povijest Ukrajine"[neaktivna poveznica]